# Sistemas de compresión múltiple

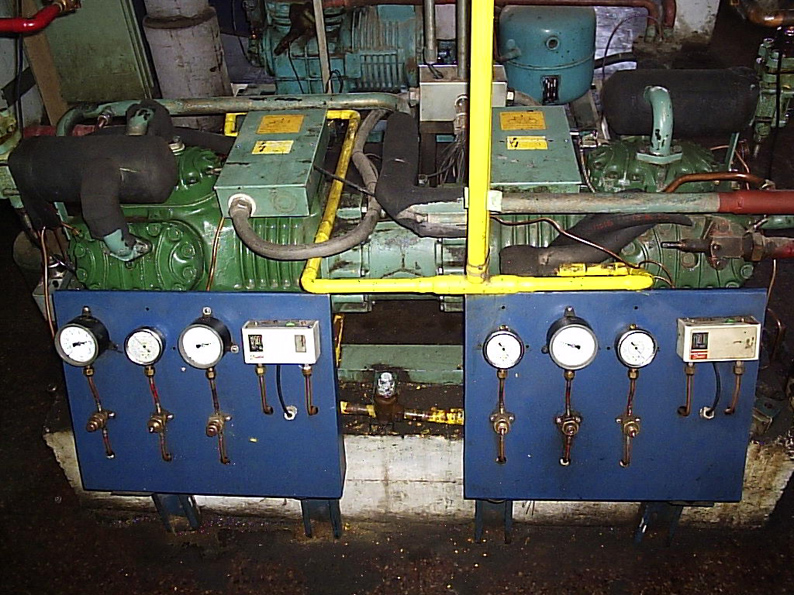
Compresor tandem de doble etapa capaz de generar compresión múltiple.

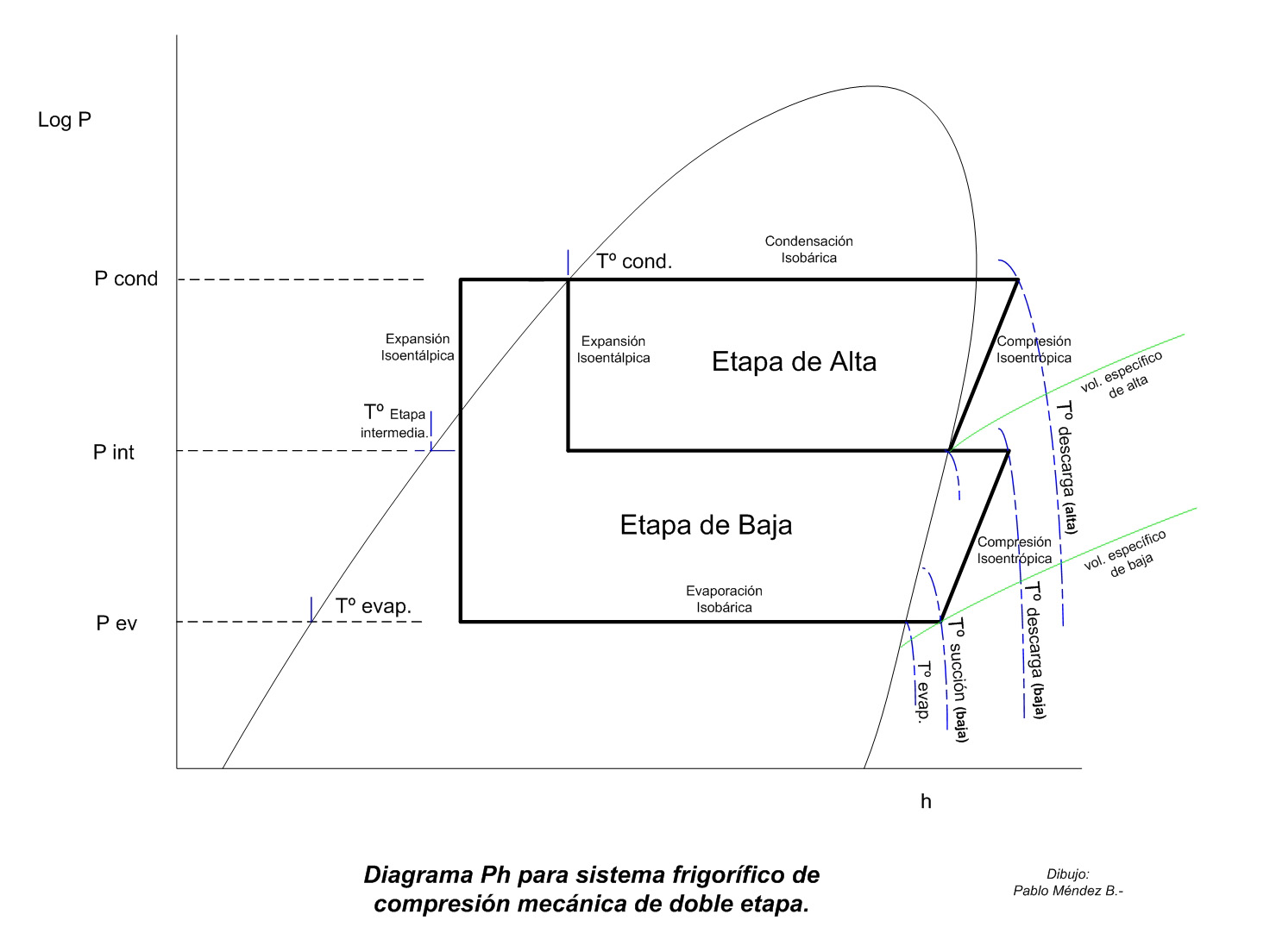
Diagrama Ph para sistema de compresión múltiple de doble etapa y expansión directa.

Los sistemas frigoríficos de compresión múltiple se definen como solución mecánica ante la problemática que surge cuando las relaciones de compresión se acercan a valores de 7 o superiores. Son los recursos más utilizados en la tecnología frigorífica de baja temperatura es decir, temperaturas de evaporación bajo los -45 °C, por lo general.
Los sistemas de compresión múltiple son denominados en alguna literatura, así como informalmente, como sistemas de doble etapa pero este último término se reserva a un exclusivo sistema de compresión múltiple.

## Descripción
Los mayores problemas para alcanzar bajas temperaturas mediante el sistema de compresión simple –o de una etapa- radican en las altas relaciones de compresión requeridas para comprimir el refrigerante entre la presión de succión y de descarga. Esto requiere un mayor trabajo del compresor lo que implica un mayor consumo eléctrico y, por su parte, incide en la eficiencia volumétrica de la compresión lo cual hace que el sistema pierda capacidad y se vuelva ineficiente.
Cuando la relación de compresión se eleva por encima de 1:7, la temperatura de descarga de los gases refrigerantes se eleva a valores que hacen que el aceite pierda su viscosidad nominal e incluso puede llegar a dañar las láminas de las válvulas de descarga en los compresores alternativos. En este tipo de compresores, cuando la relación de compresión alcanza valores superiores a 1:9 el gas comprimido en la cabeza del cilindro –también conocido como espacio muerto- se encuentra a una presión tal que es posible que impida la entrada del gas por las válvulas de succión.

## Ventajas
El uso de este sistema tiene variadas ventajas desde el punto de vista de la compresión, entre las cuales se destaca que para un mismo requerimiento se puede obtener un mejor rendimiento o COP (Coefficient Of Performance), que es la relación entre la energía que se obtiene, en este caso potencia frigorífica y la energía gastada para su obtención: la energía eléctrica. Entre otras ventajas se consideran, un menor trabajo para los compresores y una mejor condición de operación desde el punto de vista mecánico y de mantenimiento; menor potencia eléctrica instalada ya que los motores son considerablemente de menor potencia; mejor aprovechamiento de los compresores ya que se obtienen rendimientos volumétricos y adiabáticos altos.
Las ventajas características de este tipo de sistemas son:
- Menor temperatura de descarga,
- Menor temperatura de evaporación,
- Mejora de la eficiencia volumétrica,
- Optimiza el recurso de compresión utilizando compresores más pequeños,
- Menores relaciones de compresión en cada compresor,
- Soluciona problemas de lubricación.

## Configuraciones de sistemas de compresión múltiple
Los sistemas de compresión múltiple más clásicos son los siguientes:
- Sistema de doble etapa,
- Sistema en cascada,
- Sistema de compresión múltiple con enfriador intermedio de tipo abierto,
- Sistema de compresión múltiple con enfriador intermedio de tipo cerrado,
- Sistema de compresión múltiple con estanque de recirculado.

## Citas y referencias
1. ↑  Este valor refriere a compresores abiertos y semi herméticos. No obstante, los compresores abiertos tienen un concepto de diseño sobredimensionado cuya robustez les permite soportar mayores relaciones de compresión.
2. ↑   Este valor de evaporación dependerá de la temperatura y características del medio condensante, muchas veces condicionado por la zona geográfica. Es por eso que se suele hablar de relación de compresión más que de baja temperatura para estos sistemas.
3. ↑  Revista Frío y Calor, Cámara Chilena de la Refrigeración y Climatización A.G.. Nº 98